# Негря (Румунія)
Негря (рум. Negrea) — село у повіті Галац в Румунії. Входить до складу комуни Скела.
Село розташоване на відстані 185 км на північний схід від Бухареста, 17 км на північний захід від Галаца.

## Населення
За даними перепису населення 2002 року у селі проживали 676 осіб, усі — румуни. Усі жителі села рідною мовою назвали румунську.